# Cincinnobotrys
Cincinnobotrys là chi thực vật có hoa trong họ Mua.